# 船橋芳信
船橋 芳信（ふなばし よしのぶ、1950年 - ）は、日本のファッションデザイナー・パタンナー。イタリア・ミラノ在住。ファッションブランド「スタジオ イプシロン」を設立した。

## 経歴・人物
1950年、洋服の仕立職人の長男として長崎県長崎市に生まれる。長崎県立長崎東高等学校を経て、早稲田大学第二文学部に進学。浅利誠の誘いを受けて劇団に入り、幼少期から触れていたミシンの技術を生かして舞台衣装を制作する中で、服作りに興味を持つようになったという。大学卒業後、型紙（パターン）の技術を習得したいと伊東茂平衣服研究所へ通い修了、パターンを作るメーカーに就職した。
1980年にイタリアへ渡り、ボローニャのメーカーと契約してコレクションに参加するようになった。1986年には自身のブランド「スタジオ イプシロン」を立ち上げ、1992年にレディースコレクション、2002年にメンズコレクションを始めた。2006年にWHITE&NEOZONE展（ミラノ）でINSIDE AWARD大賞を受賞。世界最大級の総合アパレル展示会とされるPITTI UOMO展にも出展している。
近年は年に2回、東京・大阪・長崎でコレクションの発表会を開いている。また活水女子大学（長崎市）の非常勤講師を務め、生活デザイン学科の学生を対象に集中講義を行っている。

## 評価
- 船橋の作品は素材と仕立てが評価されており、イギリスやアメリカなど様々な国のセレクトショップで取り扱われている[1]。
- レディースオートクチュールの業界で、「裏地なしダブルフェイスのウールストレッチ素材の名人」として知られているという[5]。

## 関連人物
- 島田荘司 - 小説家。大学卒業後に交流があった早稲田大学出身者の一人が船橋であった[3]。
- 古波蔵保好 - 評論家。船橋の人間形成に大きな影響を与えた[2]。
- 船橋幸彦 - 実弟のファッションデザイナー。ブランド「サルトリア イプシロン」の創立者[2]。

## 著書
・『世界で最高！なんちゃって、イタリア』(知の新書E01、文化科学高等研究院出版局、2024.8.2)